# Баллоу, Клинтон
Клинтон Эдвард Баллоу (англ. Clinton Edward Ballou; 18 июня 1923, Элмор (округ, Айдахо) — 8 марта 2021) — американский биохимик, профессор Калифорнийского университета в Беркли, академик Национальной академии наук США (1975).

## Биография
Баллоу учился в Университете штата Айдахо в Бойсе, а также окончил Университет штата Орегон и Висконсинский университет в Мадисоне. С 1944 по 1946 год служил в ВМС США. Доктор философии (1950).
Проходил постдокторскую практику в области химии у Эдмунда Херста в Эдинбургском университете. Баллоу стал профессором биохимии Калифорнийского университета в Беркли в 1955 году и стал почетным профессором в 1991 году. Был членом редакционного совета научного журнала англ. Journal of Biological Chemistry.

## Научная работа
Баллоу изучал биохимические процессы в клетках. В частности изучение биосинтеза в бактериях Mycobacterium smegmatis и Mycobacterium phlei внесло вклад в понимание процессов углеводного обмена.

## Награды
- 1975 — академик Национальной академии наук США[5].
- 1981 — премия Клода Хадсона Американского химического общества в области химии углеводов.